# Ralph Maria Siegel
Ralph Maria Siegel (* 8. Juni 1911 in München; † 2. August 1972 ebenda, eigentlich Rudolf Maria Siegel ) war ein deutscher Komponist, Liedtexter, Musikverleger, Schriftsteller und Sänger (Tenor).

## Leben
Ralph Maria Siegel war ein Sohn des Juristen und Komponisten Rudolf Siegel. Er studierte Musik in Köln, Florenz, Rom und Berlin. Zu seinen Lehrern gehörte unter anderem Ernst Toch, daneben erhielt er Gesangsunterricht. Über seinen Vater war er Urenkel des Ägyptologen Karl Richard Lepsius.
Er begann seine künstlerische Laufbahn als Operettentenor und sang in Berlin am Metropoltheater und im Admiralspalast. In den 1930er Jahren war er außerdem Aufsichtsratsmitglied der GEMA und einer der Verantwortlichen für das Verbot der freien Verbreitung von Notenblättern beziehungsweise für die Limitierung auf 250 Freiexemplare. Mit seinem Schlagerprogramm hatte er nicht unwesentlichen Anteil an der Verbreitung der Musik im Nationalsozialismus. Leichte Musik mit unterhaltsamen Texten sollten das Publikum durch die Kriegsjahre begleiten, indem der emotionale Zusammenhalt der Bevölkerung auf subtile Weise durch die scheinbar heile Welt künstlerischer Leichtigkeit beschworen wurde. Neben den von ihm verfassten, gewollt banalen Schlagertexten diskreditierte Siegel gelegentlich auch ganz bewusst andere zeitgenössische Musikstile als „Entartete Kunst“. So reimte er beispielsweise in seinem musikalischen ABC unter dem rassistischen Stichwort des sogenannten „Niggerjazz“ folgendes Kurz-Pamphlet:

„Dieser ist zurecht verpönt
Darum schleunigst abgewöhnt“

Seit 1941 arbeitete er am Theater am Gärtnerplatz in München. Von 1946 bis 1949 war er künstlerischer Leiter und Oberspielleiter am Kurhaus-Theater in Göggingen bei Augsburg, außerdem betätigte er sich als Regisseur am Corso-Theater in Berlin und am Deutschen Theater in München.
Siegel war einer der erfolgreichsten Schlager-Texter und -Komponisten der dreißiger bis fünfziger Jahre. Wiederholt schrieb Siegel den Text, während Gerhard Winkler die Musik komponierte. Aus seiner Feder stammen Lieder wie zum Beispiel:
- Capri-Fischer (1943)
- Es leuchten die Sterne (1938)
- Ich hab’ noch einen Koffer in Berlin (1951)
- Moulin Rouge
- C’est si bon (deutscher Text)
- Das Chianti-Lied (1939)
- O mia bella Napoli (1938)
- Unter der roten Laterne von St. Pauli mit Text von Günther Schwenn und Peter Schaeffers (1941)[4]
- Schön war die Zeit (1937, mit dem Orchester Eugen Wolff)
- Sing ein Lied, wenn du mal traurig bist
- Gitarren spielt auf! / Chitarra d’amor (1934, deutscher und italienischer Text; Musik: Ludwig Schmidseder)
- Im Harem sitzen heulend die Eunuchen bzw. Skandal im Harem
- Das Lied der Taube[5][6]
- Schau mich bitte nicht so an (Original: La vie en rose, 1945, Musik: Louiguy)
- Telefon, Telefon (deutscher Beitrag zum Eurovision Song Contest 1957, gesungen von Margot Hielscher)
- Darum träum’ ich nur von dir (1958, Original All I Have to Do Is Dream)
- Die Liebe ist ein seltsames Spiel (1960, Original Everybody’s Somebody’s Fool)

1948 gründete er in München die Ralph-Maria-Siegel-Musik-Verlage, die er bis zu seinem Tod leitete. Die Texte mehrerer fremdsprachiger Filme übertrug er ins Deutsche, für einige deutsche Produktionen komponierte er die Filmmusik. Der vielseitig begabte Siegel schuf auch zahlreiche Bühnenwerke, darunter in Zusammenarbeit mit Hellmut Seifert Alles für Eva (1933); Liebeszauber (1936), Frechheit siegt (1942) oder Charley’s Tante (Musical, Uraufführung 1959).
Siegel war mit dem Leipziger Operettenstar Ingeborg „Sternchen“ Döderlein (1911–1999) verheiratet, aus deren Ehe der später auch erfolgreiche Sohn Ralph Siegel hervorging.
Seine Grabstätte befindet sich auf dem Münchner Nordfriedhof.

## Filmmusik
- 1936: Hilde und die vier PS
- 1956: Die Fischerin vom Bodensee
- 1957: Tante Wanda aus Uganda
- 1962: Ihr schönster Tag
- 1965: Herr Kayser und die Nachtigall